# 蕭寶義
巴陵隱王蕭寶義（?—509年8月18日），字智勇，本名明基。中國南北朝時期南齊明帝蕭鸞之庶出長子，東昏侯蕭寶卷及齊和帝蕭寶融之庶兄。母殷貴嬪，妻劉悛女。自幼聋哑。

## 生平
建武元年（494年），齊明帝登基後，蕭寶義被封為持節、都督揚南徐州軍事、前將軍、揚州刺史。封為晉安郡王，食邑三千戶。因蕭寶義不堪與別人會面，故止於加除授，以始安王蕭遙光代行其職務。萧遥光主动请求辞去南徐州都督，获准。後轉蕭寶義為右將軍，領兵置佐，鎮守石頭城。建武二年（495年），出為使持節、都督南徐州軍事、鎮北將軍、南徐州刺史。其嫡弟東昏侯蕭寶卷即位後，進位為征北大將軍，開府儀同三司，賜給儀仗。永元元年（499年），給班劍二十人。始安王蕭遙光被誅後，為都督揚南徐二州軍事、驃騎大將軍、揚州刺史，持節如故。東府被兵火，屋宇燒殘，蕭寶卷當時建營宮殿，沒有時間修葺。蕭寶義鎮守西州。永元三年（501年），進位為司徒。齊和帝建成西台，以蕭寶義為侍中、司空，使持節、都督、刺史如故。梁王蕭衍平定京邑後，宣德太后下令以蕭寶義為太尉，領司徒之位。下詔曰：「不言之化，形於自遠。」當時的人皆說此為實錄。
梁武帝受禪後，因蕭寶義是聋哑人，没有政治威胁力，就没有伤害他性命，封他為謝沐縣公。在被廢為巴陵郡王的蕭寶融死後，梁武帝再封蕭寶義為巴陵郡王，以奉養齊祀。天監八年七月癸巳（509年8月18日）薨，謚隱王。兒子蕭屏襲封巴陵郡王。

## 延伸阅读
[在维基数据编辑]
 《南齊書·卷50》，出自萧子显《南齊書》